# Baddeckenstedt
Baddeckenstedt is een gemeente in de Duitse deelstaat Nedersaksen. De gemeente maakt deel uit van de Samtgemeinde Baddeckenstedt in het Landkreis Wolfenbüttel. Baddeckenstedt telt 3.077 inwoners. De gemeente bestaat uit de kernen Baddeckenstedt, Binder, Oelber am weißen Wege, Rhene en Wartjenstedt.
- Gemeinsame Normdatei: 4097928-3
- Library of Congress Control Number: n93016926
- Nationale Bibliotheek van Israël: 987007535469105171
- Virtual International Authority File: 133840339

Baddeckenstedt · 
Börßum · 
Burgdorf · 
Cramme · 
Cremlingen · 
Dahlum · 
Denkte · 
Dettum · 
Dorstadt · 
Elbe · 
Erkerode · 
Evessen · 
Flöthe · 
Haverlah · 
Hedeper · 
Heere · 
Heiningen · 
Kissenbrück · 
Kneitlingen · 
Ohrum · 
Remlingen-Semmenstedt · 
Roklum · 
Schladen-Werla · 
Schöppenstedt · 
Sehlde · 
Sickte · 
Uehrde · 
Vahlberg · 
Veltheim (Ohe) · 
Winnigstedt · 
Wittmar · 
Wolfenbüttel